# Zita Lotis-Faure
Pour les articles homonymes, voir Faure.
Zita Lotis-Faure est une journaliste française qui travaille pour Marie Claire, dans lequel elle tient une chronique : elle a d'ailleurs vécu avec les naturistes dans le cadre d'un reportage en mai 2008. Elle est également traductrice de livres, tels Le Kama Sutra revu et corrigé par les filles et Le Top du Kama Sutra.
Le 29 février 2012, elle présente pour la première fois l'émission Zita, dans la peau de... sur M6. Un de ces numéros portant sur l'obésité, a déclenché une intervention du CSA. Un autre a porté sur le métier de vétérinaire et un autre sur le naturisme.
À partir de janvier 2013, elle présente le magazine d'investigations Bien chez vous sur 6ter.